# Schwarze Szene
Schwarze Szene (português: "cultura obscura" ou "cultura dark") é um termo genérico para definir grupos musicais e estilos, usado na Alemanha a partir do começo dos anos 1990 para descrever uma síntese de várias subculturas. Não é compreendida como uma subcultura fechada, mas como uma cena, em que pessoas de similares interesses e preferências (como dark music) fazem parte.

## Subculturas emSchwarze Szene
- Darkwave
- Gótico
- Elektro (Hellektro, Aggrotech & mais)
- Neofolk
- partes da subcultura Industrial.